# Budia
Budia è un comune spagnolo situato nella comunità autonoma di Castiglia-La Mancia.
Il comune comprende, oltre al capoluogo omonimo, i nuclei abitati di:
- Monte Membribe
- Peñarrubia
- Picazo
- Valdelagua